# Priya Himesh

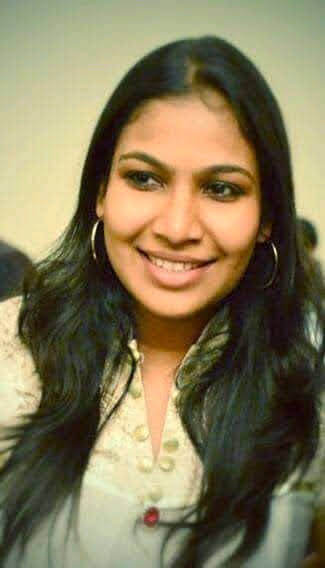
Priya Himesh

Priya Himesh (también conocida como Priya Hemesh; tamil: பிரியா ஹிமேஷ், telugu: ప్రియ హిమేష్, canarés: ಪ್ರಿಯಾ ಹಿಮೇಶ್; n. 10 de febrero de 1982 en Chennai) es una cantante india de playback o de reproducción, que ha interpretado canciones en distintos idiomas para largometrajes. Ella interpreta temas musicales cantados sobre todo en Tamil, Telugu, Malayalam y Canarés. También ha sido nominada para los premios Filmfare del Sur, por su canción exitosa titulada "Ringa Ringa" en Telugu, que formó parte de la banda sonora para la película Aarya 2. Su asociación con el director musical de Sri Devi Prasad, en muchas películas le han extendido en su trayectoria, ya que ha eso se le debe su éxito a lo mucho. Esto fue expresado por ella misma, mientras recibiá el premio Filmfare.

## Discografía
| Año        | Nombre de la canción     | Nombre de la película       | Languaje  | Director musical   |
| ---------- | ------------------------ | --------------------------- | --------- | ------------------ |
| 2007       | "Hudugi Malebillu"       | Geleya                      | Kannada   | Mano Murthy        |
| 2008       | "Geleya Beku"            | Moggina Manasu              | Kannada   | Mano Murthy        |
| 2009       | "A To Z"                 | King                        | Telugu    | Devi Sri Prasad    |
| 2009       | "Yenthapani Chestiviro"  | King                        | Telugu    | Devi Sri Prasad    |
| 2009       | "Seheri"                 | Oy!                         | Telugu    | Yuvan Shankar Raja |
| 2009       | "Ringa Ringa"            | Arya 2                      | Telugu    | Devi Sri Prasad    |
| 2009       | "Meow Meow"              | Kanthaswamy                 | Tamil     | Devi Sri Prasad    |
| 2009       | "Meow Meow"              | Mallanna                    | Telugu    | Devi Sri Prasad    |
| 2009       | "Yaare Ninna Mummy"      | Maleyali Jotheyali          | Kannada   | V. Harikrishna     |
| 2009       | "Assalaam Walekkum"      | Adurs                       | Telugu    | Devi Sri Prasad    |
| 2009       | "En Jannal Vandha"       | Theeradha Vilaiyattu Pillai | Tamil     | Yuvan Shankar Raja |
| 2010       | "Oorella Nanna Porki"    | Porki                       | Kannada   | V. Harikrishna     |
| 2010       | "Daane Daane"            | Porki                       | Kannada   | V. Harikrishna     |
| 2010       | "Ding Dong"              | Namo Venkatesa              | Telugu    | Devi Sri Prasad    |
| 2010       | "Tuttaadoin"             | Namo Venkatesa              | Telugu    | Devi Sri Prasad    |
| 2010       | "Sarigama"               | Hoo                         | Kannada   | V. Harikrishna     |
| 2010       | "Band Baaja Nodu Majaa"  | Kichha Huchha               | Kannada   | V. Harikrishna     |
| 2010       | "Kannu Randum"           | Kutty                       | Tamil     | Devi Sri Prasad    |
| 2010       | "Neela Vaanam"           | Manmadhan Ambu              | Tamil     | Devi Sri Prasad    |
| 2010       | "Neelaakasam"            | Manmadha Banam              | Telugu    | Devi Sri Prasad    |
| 2011       | "Kettimelam"             | Pesu                        | Tamil     | Yuvan Shankar Raja |
| 2011       | "Diyalo Diyala"          | 100% Love                   | Telugu    | Devi Sri Prasad    |
| 2011       | "Kanchana Mala"          | Vanthaan Vendraan           | Tamil     | Thaman             |
| 2011       | "Thagalakkonde Naanu"    | Jogayya                     | Kannada   | V. Harikrishna     |
| 2011       | "Roses Roses Everywhere" | Casanovva                   | Malayalam | Gopi Sundar        |
| "Bad Boys" | Business Man             | Telugu                      | Thaman    |                    |